# Насиље над особама са инвалидитетом
Особе са инвалидитетом се суочавају са 1,5 пута више насиља него особе без инвалидитета. Починиоци су често особе које су особе са инвалидитетом познате, као што су њихови партнери, чланови породице, пријатељи или познаници. Процењује се да 15% светске популације живи са инвалидитетом и већа је вероватноћа да ће бити сиромашна и социјално искључена. Дакле, насиље над особама са инвалидитетом има много димензија.
Постоји седам категорија насилног понашања које дефинишу појединци који имају неки облик инвалидитета: физичко злостављање, сексуално злостављање, вербално или емоционално злостављање, занемаривање или ускраћивање подршке, финансијско злостављање, манипулација лековима и уништавање или онеспособљавање опреме.
Када се упореде институционални и ванинституционални случајеви насиља над особама са инвалидитетом у САД, 82% насиља над особама са инвалидитетом се дешава у оквиру различитих институција. Уобичајена је став да институције „суштински промовишу злостављање и дехуманизацију“. Иако су институционализовани случајеви насиља далеко присутнији од насиља ван институција, америчка статистика показује да постоји седам пута већа вероватноћа да мете сексуалног насиља буду особе са интелектуалним инвалидитетом.
Старост игра главни фактор када се посматра неинституционализовано насиље. Деца са сметњама у развоју имају три до четири пута веће шансе да буду жртве насиља. Деца са сметњама у развоју често се суочавају са безброј физичких, друштвених и еколошких препрека за пуно учешће у друштву, укључујући приступ здравственој заштити, образовању и другим услугама подршке. Такође се сматра да су подложније насиљу од деце без сметњи у развоју. Разумевање обима насиља над децом са сметњама у развоју је од највеће важности у развоју ефикасних програма за спречавање насиља и побољшање њиховог здравља и квалитета њиховог живота уопште.
Жене са инвалидитетом се суочавају са облицима насиља са којима се суочавају жене без инвалидитета и друге особе са инвалидитетом, али постоје неки облици родно заснованог насиља са којима се оне посебно суочавају. Они доживљавају шири спектар емоционалног, физичког и сексуалног злостављања. Такво насиље могу да врше помоћни радници, здравствени радници, породица и странци, и дешава се током њиховог живота, од детињства и адолесценције до касног одраслог доба. Жене са инвалидитетом, посебно оне са интелектуалним тешкоћама, чешће ће бити под притиском или принуђене на принудну стерилизацију. У бројним приликама, женама са инвалидитетом је такође био ускраћен приступ јавним просторима, или су биле узнемираване због свог боравка у тим просторима. Слични случајеви су пријављени у Индији.
Постоји велика вероватноћа да се жена са инвалидитетом током живота суоче са злостављањем, при чему је најмање једна од две жене са инвалидитетом доживјела неки облик злостављања током свог живота. Жене са инвалидитетом имају двоструко веће шансе да се суоче са насиљем у породици него жене без инвалидитета. Жене са инвалидитетом такође имају три пута већу вероватноћу да ће бити силоване, физички злостављане или сексуално злостављане у поређењу са женама без инвалидитета. Жене са инвалидитетом се често боре да побегну од насилника и приступе подршци која ће им то омогућити, као и да приступе правди након што су се суочиле са насиљем. Они такође често трпе понижење у полицијским станицама и болницама током процеса правде.
Конкретне потешкоће са којима се суочавају жене са инвалидитетом често нису обухваћене у извештавању о насиљу над женама, јер недостају подаци о насиљу посебно над женама са инвалидитетом. Даље, подаци о разним врстама кривичних дела се обично не прикупљају према врстама инвалидитета. У Индији, Национални биро за извештаје о злочинима такође не прикупља одвојене податке о насиљу над женама и девојчицама са инвалидитетом.